# Sirabaardvogel
De sirabaardvogel (Capito fitzpatricki) is een vogel uit de familie Capitonidae (Amerikaanse baardvogels). Deze vogel is in 2012 als nieuwe soort beschreven en  genoemd naar de Amerikaanse ornitholoog John W. Fitzpatrick, directeur van het Cornell Lab of Ornithology en expert op het gebied van Peruaanse vogels.

## Verspreiding en leefgebied
Deze soort is endemisch in centraal Peru.

## Status
De grootte van de populatie is in 2020 geschat op 1000-2500 volwassen vogels. Op de Rode lijst van de IUCN heeft deze soort de status gevoelig.